# بخش باسمنج
بخش باسمنج یکی از بخش‌های تابعه شهرستان تبریز در استان آذربایجان شرقی در منطقه آذربایجان ایران است. این بخش در تاریخ ۲۷ تیر ۱۴۰۰ ایجاد گردید.
دهستان مهران‌رود همزمان با تأسیس بخش باسمنج در تاریخ ۲۷ تیر ۱۴۰۰ ایجاد شد و یکی از دو دهستان تشکیل دهندهٔ این بخش بود. اما با اعتراضات برخی از نمایندگان مردم تبریز در مجلس و شورای شهر نسبت به احتمال کور شدن گسترش شهر تبریز و تداخل محدودهٔ بخش باسمنج با محدودهٔ شهر تبریز، این دهستان که شامل مناطق و روستاهای خوش‌آب‌وهوا و ویلایی دامنهٔ شمالی سهند است، دوباره به یکی از دهستان‌های بخش مرکزی شهرستان تبریز تبدیل شد.

## تقسیمات کشوری
- بخش باسمنج
  - دهستان میدان‌چای

شهرها: باسمنج، شهر جدید شهریار